# Squirtgun
Gli Squirtgun sono un gruppo musicale punk rock statunitense, originario di Lafayette, Indiana, formato dal produttore Mass Giorgini nel 1993.

## Storia

### 1993-1998
Gli Squirtgun erano in origine formati da Mass Giorgini al basso e ai cori, Matt Hart alla voce e alla chitarra, Dan Lumley alla batteria e Flav Giorgini, fratello di Mass, alla chitarra.
Gli Squirtgun pubblicano il loro primo EP Shenanigans nel 1995, seguito dall'album Squirtgun, entrambi pubblicati dalla Lookout! Records. Sotto consiglio di Billie Joe Armstrong dei Green Day, Jeff Saltzman, che doveva decidere i brani da includere nella colonna sonora del film Generazione X, vi incluse il brano della band Social. Anche il bassista del gruppo di Armstrong Mike Dirnt ha avuto a che fare con gli Squirtgun, avendo suonato e cantato nei cori della traccia 10 dell'album, Make It Up.
Il secondo album, Another Sunny Afternoon, esce nel 1997, preceduto dall'EP Mary Ann. Molti brani estratti dall' LP vengono usati in TV come colonne sonore di telefilm o show di altro tipo.
Nel 1998, tuttavia, il gruppo si scioglie per permettere ad ogni membro di seguire i propri progetti.

### 2001-2004
Il gruppo si riforma nel 2001, ed esce così il terzo album degli Squirtgun: Fade to Bright, nel 2003. Questo viene seguito da un tour negli Stati Uniti nel 2003, e nel Regno Unito nella primavera 2004. Lo storico batterista Dan Lumley aveva deciso di abbandonare a tempo indeterminato il mondo della musica, quindi viene rimpiazzato per i tour da Mike Felumlee degli Smoking Popes e degli Alkaline Trio.
Dan, comunque, ritornerà a suonare il suo strumento dopo un paio d'anni.

### 2008-presente
Il gruppo non è di fatto più in attività dal 2004 al 2008, quando ricomincia a suonare dal vivo. Un concerto di beneficenza per l'YWCA, in cui suona la formazione originaria degli Squirtgun, viene rilasciato come album dal vivo sotto il titolo di Broadcast 02.09.08, nel dicembre 2008. Nel luglio 2009 il gruppo organizza un tour europeo in Inghilterra, Germania, Repubblica Ceca, Olanda, Italia e Francia. Gli Squirtgun rimangono attivi anche negli anni successivi con concerti, ma non con una grande frequenza: sia Matt che Flav sono impegnati al di fuori del gruppo e hanno moglie e figli, cosa che gli impedisce di provare con frequenza.

## Formazione

### Originale
- Matt Hart - voce, chitarra
- Mass Giorgini - basso, cori
- Flav Giorgini - chitarra
- Dan Lumley - batteria

### Collaboratori
- Mike Felumlee - batteria (2003-2004)

## Discografia

### Album
- 1995 - Squirtgun
- 1997 - Another Sunny Afternoon
- 2003 - Fade to Bright

### Album dal vivo
- 2008 - Broadcast 02.09.08

### EP
- 1995 - Shenanigans
- 1996 - Mary Ann

### Singoli
- 1995 - Blue Christmas
- 1997 - White Christmas
- 1999 - Jingle-Bell Rock